# Ptahmose II.
Ptahmose war Hoherpriester des Ptah in der altägyptischen 18. Dynastie unter Pharao Thutmosis IV. Er ist wahrscheinlich der zweite von mehreren Hohepriestern des Ptah mit dem Namen Ptahmose und wird deshalb in der Forschung meist als Ptahmose II. bezeichnet zur Unterscheidung von Ptahmose I.
Ptahmose ist von einer Statue bekannt, die in den Inschriften Name und Titel des Ptahmose, aber auch den Namen des Herrschers nennt. Nichts Weiteres ist zu seiner Person bekannt. Rudolf Anthes, der die hohen Würdenträger mit dem Namen Ptahmose diskutierte, erwog die Option, dass Ptahmose II. mit Ptahmose I. identisch war. Der letztere datiert unter Thutmosis III. Für dessen Nachfolger Amenophis II. waren damals nur 5 Regierungsjahre bezeugt, sodass der zeitliche Abstand zwischen Thutmosis III. und Thutmosis IV. nicht sehr groß erschien. Heute wird von einer etwa 25-jährigen Regierungszeit von Amenophis II. ausgegangen, was die Gleichsetzung beider Priester eher unwahrscheinlich macht.